# انجام بده یا بمیر (ترانه ترتی سکندز تو مارس)
«انجام بده یا بمیر» تک‌آهنگی از گروه موسیقی پراگرسیو راک ترتی سکندز تو مارس است که در ۱ ژوئیه ۲۰۱۳ منتشر شد. این تک‌آهنگ در آلبوم عشق، هوس، ایمان و رؤیاها قرار داشت.